# 23. pěší divize (Spojené státy americké)
23rd Infantry Division (23. pěší divize) „Americal Division“ byla pěší divizí US Army. Jednotka byla aktivována v květnu 1942 v Tichomoří ze tří pluků národní gardy, na základně v Nové Kaledonii. Odtud pochází i přezdívka divize Americal Division: American, New Caledonian Division. Za druhé světové války se jednotka zúčastnila bojů o Guadalcanal, Bougainville a vyčišťovacích operací na Filipínách.
Během války ve Vietnamu se jednotka nechvalně proslavila masakrem ve vesnici My Lai.

## Druhá světová válka

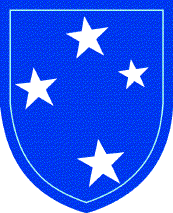
Ramenní nášivka příslušníka 23. pěší divize

Prvním nasazením jednotky se stalo vyslání 2852 mužů 164. pěšího pluku na Guadalcanal, kteří se od 13. října 1942 zúčastnili bojů o ostrov po boku vojáků 1. divize USMC. Později se k 164. pluku přidaly i 132. a 182. pěší pluk.
Po dobytí Guadalcanalu byla divize znovu nasazena na Japonci okupovaném území – ostrově Bougainville. Operace započala v březnu roku 1944. Na konci války byla divize deaktivována.

## Válka ve Vietnamu
Jednotka byla znovu aktivována v roce 1967, kde byla nasazena do bojů ve Vietnamu. Jednotka si zde nevysloužila dobrou pověst, vzhledem k nedostatečným zkušenostem a výcviku. Jednotka byla v velké části branecká, z čehož také plynulo vyšší riziko dopuštění se zvěrstev,[zdroj⁠?!] k čemuž nakonec došlo 16. března 1968 ve vesnici My Lai. V listopadu roku 1971 byla jednotka odvelena zpět do USA a deaktivována.